# 김기형 (1884년)
김기형(金基瀅, 1884년 ~ 1943년)은 일제강점기의 독립운동가이다. 호는 해악, 별명은 현구이며, 황해도 재령에서 출생하였다.

## 생애
1914년, 만주로 건너가 문화 운동에 종사하였다. 1920년 상하이로 건너가 임시의정원 황해도 대의원이 되었다. 그 후 김구·여운형과 “노병회”를 조직하였고, 한국독립당 간부로 활약하다가 충칭에서 죽었다. 1968년 건국훈장독립장이 추서되었다.